# Ouizine
Ouizine est une localité du département de Dissin, dans la province d’Ioba (région du Sud-Ouest) au Burkina Faso. En 2006, cette localité comptait 734 habitants dont 54% de femmes.